# Залесье (Чечерский район)
Залесье (бел. Залессе) — агрогородок в Чечерском районе Гомельской области Беларуси. Административный центр Залесского сельсовета.
На севере граничит с Чечерским биологическим заказником.

## География

### Расположение
В 7 км на юго-восток от Чечерска, 42 км от железнодорожной станции Буда-Кошелёвская (на линии Гомель — Жлобин), 72 км от Гомеля.

### Гидрография
На реке Сож.

## Транспортная сеть
Автодорога связывает деревню с Светиловичами. Планировка состоит из прямолинейной меридиональной улицы из 4 переулками. На севере параллельно ей расположена короткая Т-образная улица. Застройка двусторонняя, преимущественно деревянная, усадебного типа.

## История
Обнаруженные археологами поселения III-го тысячелетия до н. э. (в 0,5 км на северо-запад от деревни) и поселение эпохи неолита и бронзового века (в 2 км на север от деревни, в урочище Коренник) свидетельствуют о заселении этих мест с давних времён.
Согласно письменным источникам известна с начала XVI века как селение в Речицком повете Минского воеводства Великого княжества Литовского. В 1503, 1525, 1526-27 годах упоминается в материалах о конфликтах между ВКЛ и Московским государством. Согласно инвентаря 1704 года — 18 дымов, в 1726 году — 28 дымов, центр войтовства Чечерского староства. Согласно описанию Чечерской волости 1765 года 65 дымов, работал трактир, владение Шелюты и Зборамирсмких.
После 1-го раздела Речи Посполитой (1772 год) в составе Российской империи. С 1816 года действовала Васильевская церковь, с 1832 года — трактир. Кроме земледелия жители занимались рыбной ловлей. Через деревню проходила почтовая дорога из Неглюбки в Рогачёв. С 1879 года работал сахарный завод, с 1880 года — хлебозапасный магазин. В 1886 году работала ветряная мельница. Согласно переписи 1897 года действовали церковно-приходская школа, 5 ветряных мельниц, водяная мельница, кузница, трактир. В 1909 году 1907 десятин земли, винный магазин, в Покотской волости Гомельского уезда Могилёвской губернии. В 1926 году открыта изба-читальня.
С 8 декабря 1926 года центр Залесского сельсовета Чечерского, с 25 декабря 1962 года Буда-Кошелёвского, с 6 января 1962 года Чечерского районов Гомельского (до 26 июля 1930 года) округа, с 20 февраля 1938 года Гомельской области.
В 1929 году организован колхоз «Звезда», работала кузница. В 1935 году создан народный хор, пользовался популярностью далеко за границами района. Во время Великой Отечественной войны оккупанты создали в деревне свой гарнизон, разгромленный партизанами в 1943 году. 25 августа 1943 года каратели сожгли деревню и убили 39 жителей. 149 жителей погибли на фронте. Согласно переписи 1959 года центр колхоза «Звезда». Расположены детский сад, Дом культуры, отделение связи, 9-летняя школа, фельдшерско-акушерский пункт.
В состав Залесского сельсовета до 1974 года входил посёлок Свобода, до 1999 года — посёлки Дубок, Закриничье (в настоящее время не существуют).
До 25 сентября 2009 года Залесье обладало статусом деревни.

## Население

### Численность
- 2004 год — 202 хозяйства, 461 житель.

### Динамика
- 1704 год — 18 дымов.
- 1726 год — 28 дымов.
- 1765 год — 65 дымов.
- 1886 год — 121 двор, 654 жителя.
- 1897 год — 181 двор, 1192 жителя (согласно переписи).
- 1909 год — 223 двора, 1454 жителя.
- 1940 год — 280 дворов, 1350 жителей.
- 1959 год — 1004 жителя (согласно переписи).
- 2004 год — 202 хозяйства, 461 житель.

## Культура
- Музейная комната в честь Н. К. Кругликова в филиале «Залесский кино-концертный центр» ГУК «Чечерский районный Дом культуры»

## Известные лица
- Н. К. Кругликов — Герой Советского Союза, его именем названа улица в Чечерске.
- Е. Е. Кощеев — генерал-майор.
- М. Е. Вербовиков — генерал-майор.